# 트렌톨라두첸타
트렌톨라두첸타(이탈리아어: Trentola-Ducenta)는 이탈리아 캄파니아주 카세르타도에 있는 코무네이다.
나폴리로부터 북서쪽으로 20km 카세르타로부터 남서쪽 15km에 위치한다.